# مشروع جاداني للطاقة
مشروع جاداني للطاقة المعروف أيضًا باسم منتزه الطاقة الباكستانية كان مجمع طاقة مقترحًا في جاداني في بلوشستان باكستان، تحت مشاريع الممر الاقتصادي الصيني الباكستاني. في أغسطس 2013 أعلنت الحكومة الباكستانية عن إنشاء عشر محطات لتوليد الطاقة بالفحم بطاقة إجمالية تبلغ 6.600 ميجاوات، بمساعدة تقنية ومالية في الغالب من الصين. ستقدم الصين أموالاً لتغطية 85٪ من تكلفة المشروع، بينما سيتم ترتيب باقي التمويلات من قبل حكومة باكستان. وبلغت التكلفة الإجمالية للمشروع 144.6 مليار روبية باكستانية.
كان من المقرر بناء 10 محطات طاقة تعمل بالفحم بقدرة 660 ميجاوات في مجمع جاداني للطاقة، وافقت الصين على الاستثمار في ستة مشاريع، سيتم إنشاء مشروعين بواسطة إيه إن سي دبي، وكان من المقرر أن تبدأ الحكومة الباكستانية مشروعًا واحدًا. كما وافقت مجموعة سينر التركية على بدء العمل في محطة لتوليد الطاقة بالفحم بقدرة 660 ميجاوات في جاداني.
في مايو 2017 تم إلغاء المشروع رسميًا من قبل حكومتي باكستان والصين.